# 1985-1992 Past Life Trauma
1985-1992 Past Life Trauma è una compilation della band thrash metal tedesca Kreator, compilata dal leader Mille Petrozza e, pubblicata nel dicembre 2000 dall'etichetta Noise Records. Alcuni dei brani della raccolta sono tratti da album precedenti della band ma compaiono anche diversi pezzi rari ed un inedito.

## Tracce
1. "Betrayer" (da Extreme Aggression) - 4:00
2. "Pleasure to Kill" (da Pleasure to Kill) - 4:10
3. "When the Sun Burns Red" (da Coma of Souls) - 5:31
4. "Endless Pain" (da Endless Pain) - 3:31
5. "Winter Martyrium" (Live in Lichtenfels) - 6:12
6. "Flag of Hate" (da Endless Pain) - 3:55
7. "Extreme Aggression" (da Extreme Aggression) - 4:43
8. "After the Attack" - 3:44
9. "Trauma" (Demo) - 5:11
10. "People of the Lie" (da Coma of Souls) - 3:16
11. "Renewal" (da Renewal) - 4:33
12. "Terrible Certainty" (da Terrible Certainty) - 4:28
13. "Love Us or Hate Us" (da Extreme Aggression) - 3:43
14. "Total Death" (da Endless Pain) - 3:26
15. "Europe After the Rain" (Live) - 4:26
16. "Under the Guillotine" (da Pleasure to Kill) - 4:39
17. "Terror Zone" (da Coma of Souls) - 5:55
18. "Tormentor" (da Endless Pain) - 2:55